# Стабрів
Стабрів (або Ставрів, Стабрув, пол. Stabrów) — село в Польщі, у гміні Ситно Замойського повіту Люблінського воєводства. Населення — 661 особа (2011).

## Історія
1620 року вперше згадується церква східного обряду в селі.
За даними етнографічної експедиції 1869—1870 років під керівництвом Павла Чубинського, у селі переважно проживали польськомовні римо-католики, меншою мірою — українськомовні греко-католики.
У 1975—1998 роках село належало до Замойського воєводства.

## Населення
Демографічна структура станом на 31 березня 2011 року:
|          | Загалом | Допрацездатний вік | Працездатний вік | Постпрацездатний вік |
| -------- | ------- | ------------------ | ---------------- | -------------------- |
| Чоловіки | 337     | 75                 | 230              | 32                   |
| Жінки    | 324     | 59                 | 181              | 84                   |
| Разом    | 661     | 134                | 411              | 116                  |